# Murricia triangularis
Murricia triangularis är en spindelart som beskrevs av Baehr 1993. Murricia triangularis ingår i släktet Murricia och familjen Hersiliidae. Inga underarter finns listade i Catalogue of Life.